# اجتهاد (مصطلح)
الاجتهاد أو الكَدّ هو المُثَابِرة وبذل الوسع وللاجتهاد جملة من التعريفات والمعاني حسب المواضيع والمجالات التي تضمه.

## الاجتهاد لغة
أصله من مادة جهد و«الجيم والهاء والدال أصله المشقة، ثم يحمل عليه ما يقاربه.» والجهد يحتمل عدة معاني حسب معاجم اللغة منها:
المشقة
الطاقة: وقد جاء بهذا المعنى في الآية: ﴿الَّذِينَ يَلْمِزُونَ الْمُطَّوِّعِينَ مِنَ الْمُؤْمِنِينَ فِي الصَّدَقَاتِ وَالَّذِينَ لَا يَجِدُونَ إِلَّا جُهْدَهُمْ فَيَسْخَرُونَ مِنْهُمْ سَخِرَ اللَّهُ مِنْهُمْ وَلَهُمْ عَذَابٌ أَلِيمٌ ۝٧٩﴾
المبالغة والجد في الشيء ومنه قوله عز وجل ﴿وَيَقُولُ الَّذِينَ آمَنُوا أَهَؤُلَاءِ الَّذِينَ أَقْسَمُوا بِاللَّهِ جَهْدَ أَيْمَانِهِمْ إِنَّهُمْ لَمَعَكُمْ حَبِطَتْ أَعْمَالُهُمْ فَأَصْبَحُوا خَاسِرِينَ ۝٥٣﴾ (جهد أيمانهم)؛ أي: بالغوا في اليمين واجتهدوا فيها
الإشراف والظهور: «قال الفراء: "أرض فضاء، وجهاد وبراز بمعنى واحد"» ويقال: أجهد لك الطريق، وأجهد لك الحق؛ أي: برز وظهر ووضح.

## الاجتهاد في القانون
الاجتهاد في القانون مجموعة الأحكام القضائيّة أو قرارات المحاكم التي يُستخرج منها قواعد عامّة لحلّ قضايا مشابهة ويقصد به غالباً الرأي الذي يتوصل إليه القاضي في مسألة قانونية والذي يقضي به. وعلى هذا يقال اجتهادات المحاكم بمعنى الآراء التي أخذت بها هذه المحاكم في أحكامها وللاجتهاد القضائي أهمية وأثر بالغين لا يكادان يقلان في أهميتهما عن دور التشريع نفسه. فالاجتهاد القضائي هو ما يمنح القانون طابعه العملي الحي، وهو الذي يوضح مداه وأبعاده. وقد تباينت مكانة الاجتهاد القضائي حسب التشريعات والأزمنة.

### القانون الروماني
ظهر الاجتهاد القانوني لدى الرومان مع إحداث منصب البريتور سنة 367 ق. م ومع انتخابه كان يصدر منشورا يبين فيه برنامج عمله خلال حكمه، ونظرا لصرامة وضيق قواعد القانون المدني الروماني كان البريتور يطور احكام القانون من خلال وضع المبادئ والقواعد التي سيتبناها اثناء ممارسته لمنصبه القضائي في منشوره مما يمكنه من التعامل بمرونة مع القضايا المستجدة، ويحتفظ بما أصدره سلفه في المنصب، وهكذا صارت اجتهادات البريتور مصدرا للتشريع الروماني.

### القوانين الحديثة
اختلفت نظرة التشريعات الحديثة بين من يرى أن الاجتهاد القضائي مصدر من مصادر التشريع وبين من يرى بأن دور القاضي يقتصر على تطبيق القانون فروبسبير يرى بأن كلمة الاجتهاد القضائي يجب أن تمحى من اللغة، ففي دولة لها دستور وتشريع، الاجتهاد القضائي هو التشريع نفسه.

#### الاجتهاد القضائي كمصدر للتشريع
وقد غلب هذا الطابع على الدول ذات النزعة الانجلوساكسونية كانجلترا والولايات المتحدة وأستراليا، ففي إنجلترا الاجتهاد الصادر عن إحدى المحاكم في قضية ما يعتبر سابقة ملزمة للمحكمة التي أصدرته والمحاكم التي تليها رتبة بالسير عليه في القضايا المماثلة

#### الاجتهاد القضائي مصدر تفسيري
معظم القوانين الحديثة تعتبر الاجتهاد القضائي مصدرا تفسيريا يعتمد عليه للاستئناس لاغير، وهذا الموقف تبناه رجال الثورة جراء التفسير الخاطئ لمبدأ فصل السلط، الذي لا يجيز للسلطة القضائية أن تتدخل في الشؤون التشريعية والتنفيذية، إلا أن الواقع العملي أبان عن قصور هذا الرأي إذ أن القاضي كثيراً ما ينحو إلى الاجتهاد حتى يصل إلى حل يطبق على النزاع ثم تتواتر هذه الأحكام ويأخذ بها غيره لحل الحالات المماثلة، فتنشأ بذلك القاعدة القانونية.

## الاجتهاد عندالأصوليين
الاجتهاد بذل الوسع في النظر في الأدلة الشرعية لاستنباط الأحكام الشرعية وهو لا يجوز إلا من فقيه

## الاجتهاد في المسيحية
الاجتهاد هو إحدى الفضائل السماوية السبعة عند المسيحيين وهو مقابل الكسل

## روابط خارجية
تعريف الاجتهاد على موقع الألوكة